# 東方靈異傳 ～ Highly Responsive to Prayers.

靈異傳标题画面

《東方靈異傳 ～ Highly Responsive to Prayers.》是东方Project的第一部作品，一个是除了背景原创外的打砖块游戏，是东方Project中唯一游戏类型与其他不同的作品。本作发布于東京電機大学理工学部鳩山祭，由上海愛麗絲幻樂團的前身ZUN Soft开发，本作主角之一博丽灵梦第一次登场。

## 游戏玩法

與東方Project的其他作品不同，本作為打磚塊遊戲。

与其他作品不同，本作品为打砖块的游戏系统。博丽灵梦要诱导阴阳玉来击破在荧幕的那些看似“卡片”和“头目”的目标。可以以御币、撩、踢铲、发射札弹等引导球的方向，同时当阴阳玉触碰到传送点时，便会被传送到下一个传送点并以较快的速度被抛出。发射的札弹亦可以对冲掉一颗米弹，但是不能对BOSS产生伤害或消去砖块。敌方将会以子弹朝着你发射来扰乱你的进展， 但你可以将它们的子弹以自己发射的札弹抵消（限米弹），或者利用御币来反射子弹。但札弹对敌人是没有伤害的，只有阴阳玉才能伤及敌人。阴阳玉经过的路线上的敌方米弹也会被清除。可以使用一命一次的“炸弹”来击中荧幕内的绝大部分卡片。但这无法保证所有出现的卡都可以被击中。仅当没有额外的命时炸弹才对于头目有效。炸弹在游戏过程中也会随机掉出，但是数量很少，全程至多3个。保有上限数量为5个，并且使用过程中不能移动自机。与其它作不同，本作自机为全身判定而不是点判定。
本游戏拥有几个让难度提高的固定界面等级，每过5关就会遇到一次头目。如要过关，玩家应该将所有卡片解除或击中特定关卡的头目几次。博丽灵梦如果被敌人的子弹、雷射、魔法或被自己的阴阳玉所击中的话，就损失一条命。

## 故事
博丽神社遭遇到破坏了，而巫女博丽灵梦是绝不会饶恕敌人的。她通过了特殊管道来到了另一个世界，就为了寻找并惩罚做出这些事情的妖怪。虽然她无法直接给予敌人伤害，但她可以使用一个强大的武器——博丽阴阳玉。有了它，灵梦就可以对抗所有跟她对立的敌人——假设她可以控制它……

### 登场角色
博丽灵梦
神玉（ Shingyoku）
第5关头目，为了阻止博丽灵梦通过其守驻的入口，又或者是测试她是否有没有资格解决。起初为一个太极图的图案，接着变成一名身着红衣服的女性，最后变成一名端坐的戴着蓝色乌帽的男子。
官方资料没有其详细的设定介绍，可能其与博丽神社的过去有关联。
補充:初代博麗靈夢的好友之一
幽玄魔眼（YuugenMagan）
魔界路线第10关头目，由五只巨大浮空的眼睛和中间虚无的人影组成。
基于幽玄魔眼没有官方设定以及没有和灵梦有对话记录，它可能被视为是普通、没有实际目的的头目。
伊莉斯（Elis）
魔界路线第15关头目，拥有紫色的瞳孔和金色的头发，头上绑着红色的大发带。左手持有带有白色星形顶端的法杖。在白色衬衣外穿着的是带有大红丝带的蓝色背心和镶有紫色边缘的红长裙，拥有紫色的翅膀。能够变身为红眼紫蝙蝠，可能是吸血魔。
由于伊莉斯没有官方设定并且与灵梦没有发生过任何对话，她可能仅仅是作为敌人的一个普通头目。
萨丽艾尔（Sariel）
魔界路线第20关头目，如鬼魂一般的天使，有着蓝色及膝长髮以及看起来似乎是蓝色的双眼。身着带有白色长袖的简易连衣长裙，身后有三对天使之翼并手持着奇怪的法杖。
由于萨丽艾尔没有官方设定并且与灵梦没有发生过任何对话，她可能仅仅是作为敌人的一个普通头目。
魅魔（Mima）
住在博麗神社附近的惡靈，是博麗神社的作祟神，已經以惡靈的身份生活了很長的時間。個性開朗，有人情味。喜歡作弄靈夢。
旧作反派头目之一，虽是敌人，但让人恨不起来。其对自己的能力非常有信心，甚至有些自负，在『封魔錄』中曾试图抢夺博丽灵梦的阴阳玉但失败告终。『夢時空』中其不承认自己已死，并试图将自己解释为“一种精神而已”。
雾雨魔理沙曾叫其为「（魅魔大人）」而且非常仰慕其，所以怀疑其为雾雨魔理沙的师傅。
菊理（Kikuri）
地狱路线第15关头目，一个被苍白紫色灵气围绕着的大铜玉，表面上有个长髮的年轻女孩，闭着眼睛，脸上有表达着内容的样子，以及一个闪闪发亮的蓝色玉石在她胸前的两个手之间。
基于菊理没有官方设定并且没有与灵梦有对话记录，她可能被视为是普通，没有实际目的的头目。
矜羯罗（Konngara）
地狱路线第20关头目，红眼黑发，在头上有绑着红色缎带并拿着一把大剑。穿着有白色外边的红色法衣和灰色袖子。下半身呈雾状，没有实体。在她头上看似有尖锐的东西嵌入她的额头。
由于矜羯罗没有设定以及没和灵梦有交谈记录，她可能被认为是一个普通、没有什么目的的敌方头目。
有些二次設定指出她可能是妖怪之山四天王之一，但引用證據至今卻還是相當薄弱，畢竟目前還無法判斷她是否為鬼族，設定上和主角又沒有交談紀錄，劇情上又僅僅在被視為黑歷史的『靈異傳』中出現。
會有這樣的聯想，主要是因為他頭上的角導致他被認為是鬼族，而目前作品中確認為鬼族的角色僅僅只有兩人但皆為四天王之一(怪之萃香和力之勇儀)，然而連矜羯罗是否為鬼族都無法確定。
在宗教中矜羯罗为佛教的明王之首不动明王的左侍奉童子，与右侍奉制吒迦童子和不动明王合称不动三尊。不动明王五使者、八大童子之一，又称矜羯罗童子吉迦夜，其名字意思代表慈悲之意。

## 音乐
1. （译名：神圣的地段 ）- 标题曲
2. （译名：风之神社）- 未使用曲
3. （译名：永远的巫女） - 第1～4关、地獄路线16〜19关BGM
4. （译名：阳性和阴性）- 第5关BGM
5. （译名：对祈祷的高度回报） - 魔界路线第6～9关BGM
6. （译名：东方怪奇谈） - 地狱路线第6～9关BGM
7. （译名：天使传说） - 第十关BGM
8. （译名：东方魔法师）- 魔界路线第11～14关BGM
9. （译名：破邪之小太刀） - 地狱路线第11～14关BGM
10. （译名：魔镜） - 第十关BGM
11. （译名：影之传说） - 魔界路线第16～19关BGM
12. （译名：来吧，直到倒地死去的那一刻） - 魔界路线最终关曲1
13. （译名：一起死吧） - 魔界路线最终关曲2
14. （译名：星幽剑师） - 地獄最终关曲
15. （译名：鸢尾） - 通关曲

所有曲目均以重编的方式重新收录在东方Project第5部作品東方怪綺談 ～ Mystic Square.的音乐屋中（除了未使用曲），部分曲目重编名字被修改，被修改为，被修改为
除外，也收录于音乐专辑「幺乐团的历史 ～ Akyu's Untouched Score vol.5」（依然没有包括未使用曲目）